# ジオヴァンニ・コルテス・ゴメス
ジオヴァンニ・コルテス・ゴメス（Geovani Cortes Gomes、1993年1月23日 - ）は、ブラジル出身のプロサッカー選手。ポジションはMF。

## 来歴
2019年1月9日、SC相模原に加入。
2020年、一度は契約の更新が発表されたが、1月20日に一身上の都合により契約を解除すると発表された。

## 所属クラブ
ユースチーム経歴
- 2008年 - 2009年  スポルティングCP
- 2009年  ハンブルガーSV
- 2010年  シャルケ04
- 2010 - 2011年  ヘルタ・ベルリン
- 2012年  ボタフォゴFR

トップチーム経歴
- 2013年  セレスFC
- 2014年  バングーAC
- 2015年  ボンスセッソFC
- 2015年  セーハ・タリャダFC
- 2016年 - 2017年  ボンスセッソFC
- 2017年  アメリカーノFC
- 2018年  サンタクルスFC
- 2019年  SC相模原
- 2020年 - 2021年  バングーAC
- 2021年 -  アメリカFC

## Jリーグでの個人成績
| 国内大会個人成績 | 国内大会個人成績 | 国内大会個人成績 | 国内大会個人成績 | 国内大会個人成績 | 国内大会個人成績 | 国内大会個人成績 | 国内大会個人成績 | 国内大会個人成績 | 国内大会個人成績 | 国内大会個人成績 | 国内大会個人成績 |
| 年度             | クラブ           | 背番号           | リーグ           | リーグ戦         | リーグ戦         | リーグ杯         | リーグ杯         | オープン杯       | オープン杯       | 期間通算         | 期間通算         |
| 年度             | クラブ           | 背番号           | リーグ           | 出場             | 得点             | 出場             | 得点             | 出場             | 得点             | 出場             | 得点             |
| 日本             | 日本             | 日本             | 日本             | リーグ戦         | リーグ戦         | リーグ杯         | リーグ杯         | 天皇杯           | 天皇杯           | 期間通算         | 期間通算         |
| ---------------- | ---------------- | ---------------- | ---------------- | ---------------- | ---------------- | ---------------- | ---------------- | ---------------- | ---------------- | ---------------- | ---------------- |
| 2019             | 相模原           | 10               | J3               | 15               | 2                | -                | -                | -                | -                | 15               | 2                |
| 通算             | 日本             | 日本             | J3               | 15               | 2                | -                | -                | -                | -                | 15               | 2                |
| 総通算           | 総通算           | 総通算           | 総通算           | 15               | 2                | -                | -                | -                | -                | 15               | 2                |